# Giuliana Dal Pozzo
Giuliana Massari Dal Pozzo (Siena, 28 maggio 1922 – Roma, 15 dicembre 2013) è stata una giornalista e scrittrice italiana.

## Biografia
Nata in una famiglia di antico patriziato senese, contrada dell'Oca, si trasferisce nella pianura pontina nel periodo della grande bonifica.
Laureata in Lettere all'Università di Firenze, dopo un breve periodo di insegnamento va a lavorare nella redazione bolognese dell'Unità. Un reportage sull'alluvione del Polesine la mette in luce nell'ambiente giornalistico. Affianca quindi Miriam Mafai nella rivista Noi Donne e le succede nella direzione. Per oltre un ventennio dialoga con le lettrici, affrontando temi audacissimi per quei tempi: divorzio, controllo delle nascite, aborto. Nello stesso tempo chiama a collaborare nella rivista personaggi come Anna Maria Ortese, Marguerite Duras, Rosetta Loy, Umberto Eco e Giorgio Bocca.
Nel 1955 vengono pubblicati sul Pioniere due sue opere; nel n° 8 un racconto e  nel n° 10 una commedia.
Nel 1969 pubblica un'inchiesta nella quale rompe il tabù su L'uomo di sinistra.
Nel 2007 il presidente della Repubblica Giorgio Napolitano le conferisce il titolo di Grande Ufficiale al merito della Repubblica.
È scomparsa nel 2013 all'età di 91 anni.

## Il Telefono Rosa
Indagando sui temi della consapevolezza femminile, Giuliana Massari Dal Pozzo evidenzia con molti anni d'anticipo rispetto alle questioni attuali del femminicidio il fenomeno della violenza maschile in ambito familiare. Per aiutare le donne a sottrarsi a queste violenze, nel 1988 organizza insieme ad un gruppo di volontarie il Telefono rosa.

## Opere
- con Enzo Rava, Le donne nella storia d'Italia, 2 voll. Edizioni Calendario del Popolo, 1969
- con Enzo Rava, Donna 70, Teti, 1977
- Così fragile, così violento. Le donne raccontano la violenza maschile, Editori Riuniti, 2000. ISBN 978-88-359-4872-8
- con Elisabetta Pandimiglio, Ilia di notte (romanzo), Datanews, 2001. ISBN 88-7981-181-9
- La maestra. Una storia lunga un secolo, Memori, 2007 ISBN 978-88-89475-42-3